# National Film Awards
I National Film Awards sono uno dei più importanti premi cinematografici in India. Istituiti nel 1954, vengono amministrati dal direttorato dei festival cinematografici del governo indiano dal 1973.
Ogni anno, una giuria nazionale indicata dal governo, seleziona i vincitori del concorso e le cerimonia di consegna dei premi è organizzata a Nuova Delhi, dove il presidente dell'India consegna i premi. Questa premiazione è seguita dalla inaugurazione del Festival Nazionale di Cinema, dove vengono proiettati i film premiati per il pubblico. Vista la risonanza nazionale del premio, il National Film Awards, è considerato l'equivalente degli Academy Awards americani.

## Premi principali

### Golden Lotus (Swarna Kamal)
- Miglior film
- Miglior regia
- Miglior film popolare per il divertimento sano
- Miglior film per bambini
- Miglior opera prima

### Silver Lotus Award (Rajat Kamal)
- Miglior attore
- Migliore attrice
- Miglior attore non protagonista
- Migliore attrice non protagonista
- Miglior artista bambino
- Miglior film per l'integrazione nazionale
- Secondo miglior film
- Migliore sceneggiatura
- Migliore fotografia
- Miglior montaggio
- Migliore direzione artistica
- Miglior trucco
- Migliori costumi
- Migliore direzione musicale
- Miglior testo musicale
- Miglior cantante uomo in playback
- Migliore cantante donna in playback
- Migliore coreografia
- Migliore audiografia
- Migliori effetti speciali
- Menzione speciale
- Miglior film su altre questioni sociali
- Miglior film sul benessere familiare
- Miglior film sulla conservazione ambientale
- Miglior film in ognuna delle seguenti lingue:
  - Miglior film in Assamese
  - Miglior film in Bengali
  - Miglior film in Hindi
  - Miglior film in Kannada
  - Miglior film in Konkani
  - Miglior film in Malayalam
  - Miglior film in Manipuri
  - Miglior film in Marathi
  - Miglior film in Oriya
  - Miglior film in Punjabi
  - Miglior film in Tamil
  - Miglior film in Telugu
  - Miglior film in inglese
  - Miglior film in Bhojpuri]
  - Miglior film in Kokborok
  - Miglior film in Monpa
  - Miglior film in Tulu